# Regierungsbezirk Minden
Der Regierungsbezirk Minden war ein von 1816 bis 1947 bestehender Regierungsbezirk im Osten Westfalens. Die längste Zeit gehörte der Regierungsbezirk zur preußischen Provinz Westfalen. Mit Westfalen fiel der Bezirk 1946 an das neugebildete Land Nordrhein-Westfalen und ging im folgenden Jahr im Regierungsbezirk Detmold auf. Sitz der Regierung war Minden, größte Stadt im Bezirk ist heute Bielefeld. Die als Synonym für den Bezirk aufgekommene Bezeichnung „Ostwestfalen“ ist bis heute verbreitet, unter anderem im Namen der Region Ostwestfalen-Lippe.

## Verwaltungsgeschichte
Die Geschichte des Regierungsbezirks geht auf die Preußische Verordnung über die verbesserte Einrichtung der Provinzialbehörden vom 30. April 1815 zurück. Zur damaligen Zeit wurde Preußens Regierung und Verwaltung nach dem Wiener Kongress neu geordnet und die Provinzen in insgesamt 28 Regierungsbezirke eingeteilt, einer davon der Regierungsbezirk Minden. In Westfalen nahmen die drei Regierungen zu Münster, Minden und Arnsberg mit dem 1. August 1816 ihre Tätigkeit auf.
Geschichtlich geht diese Bezirksregierung auf die alte Regierung Minden zurück, deren Entstehung auf die Ordnung nach dem Westfälischen Frieden von 1648 zurückzuführen ist. Nach dessen Bestimmungen fällt das Fürstentum Minden an Brandenburg, welches den Regierungssitz zunächst noch in Petershagen belässt. 1669 wird der Sitz an den bischöflichen Hof nach Minden verlegt. 1719 werden die Regierungen von Minden und Ravensberg in Minden zu Minden-Ravensberg vereinigt. 1722 wird die Verwaltung auf die Kriegs- und Domänenkammer übertragen, die Regierung bleibt vor allem Gerichtsbehörde. 1816 wird die neuorganisierte Regierung dann zentrale Verwaltungsbehörde für Ostwestfalen, das jetzt auch die ehemals nicht-preußischen Gebiete im südlichen Ostwestfalen umfasst.
Im Zuge des Beitritts des Landes Lippe 1947 nach Nordrhein-Westfalen wurde in den Lippischen Punktationen die Vereinigung der Gebiete Lippes und des Regierungsbezirkes Minden zu einem gemeinsamen Regierungsbezirk Ost-Westfalen mit Sitz im lippischen Detmold vereinbart. Trotz erbitterten Protesten von Teilen der Beamtenschaft und der Mindener Bevölkerung zog die Behörde am 1. April 1947 von Minden nach Detmold um. Am 2. Juni 1947 wurde der Bezirk entsprechend den anderen Regierungsbezirken im Land nach seinem Sitz in Regierungsbezirk Detmold umbenannt.

### Einwohnerentwicklung
Die folgende Übersicht zeigt die Einwohnerzahlen des Regierungsbezirks Minden nach dem jeweiligen Gebietsstand, der von 1815 bis 1947 weitestgehend unverändert blieb. Bei den Zahlen handelt es sich um Volkszählungsergebnisse. Die Angaben beziehen sich bis 1861 auf die „Zollabrechnungsbevölkerung“, ab 1864 auf die „Ortsanwesende Bevölkerung“, ab 1925 auf die Wohnbevölkerung und für 1946 wieder auf die „Ortsanwesende Bevölkerung“.
| Jahr | Einwohner |
| ---- | --------- |
| 1816 | 336.033   |
| 1819 | 340.797   |
| 1822 | 356.861   |
| 1825 | 369.204   |
| 1828 | 383.419   |
| 1831 | 389.758   |
| 1834 | 402.471   |
| 1837 | 412.587   |

| Jahr           | Einwohner |
| -------------- | --------- |
| 1840           | 437.463   |
| 1843           | 447.812   |
| 1846           | 455.571   |
| 1849           | 459.954   |
| 1852           | 468.277   |
| 1855           | 458.346   |
| 1858           | 455.912   |
| 1861 (3. Dez.) | 465.165   |

| Jahr           | Einwohner |
| -------------- | --------- |
| 1864           | 475.457   |
| 1867 (3. Dez.) | 477.152   |
| 1871 (1. Dez.) | 473.555   |
| 1880 (1. Dez.) | 504.657   |
| 1885 (1. Dez.) | 520.617   |
| 1890 (1. Dez.) | 549.709   |
| 1895 (1. Dez.) | 586.130   |
| 1900 (1. Dez.) | 636.875   |

| Jahr            | Einwohner |
| --------------- | --------- |
| 1905 (1. Dez.)  | 687.084   |
| 1910 (1. Dez.)  | 736.128   |
| 1925 (16. Juni) | 806.571   |
| 1933 (16. Juni) | 871.767   |
| 1939 (17. Mai)  | 928.655   |
| 1946 (29. Okt.) | 1.135.302 |

## Verwaltungsgliederung
- Gliederung 1816:

1. Kreis Bielefeld
2. Kreis Brakel
3. Kreis Bünde
4. Kreis Büren
5. Kreis Halle (Westfalen)
6. Kreis Herford
7. Kreis Höxter
8. Kreis Minden
9. Kreis Paderborn
10. Kreis Rahden
11. Kreis Warburg
12. Kreis Wiedenbrück

Gliederung des Regierungsbezirks Minden 1817–1831

Von 1816 bis 1817 existierte der Stadtkreis Minden, der nach weniger als einem Jahr in den Kreis Minden eingegliedert wurde.

Gliederung 1832–1947 (Stadtkreis Bielefeld ab 1878 und hier mit Gebietsstand ab 1930, Stadtkreis Herford ab 1911)

- Gliederung 1947:

1. Stadt- und Landkreis Bielefeld
2. Kreis Büren
3. Kreis Halle (Westfalen)
4. Stadt- und Landkreis Herford
5. Kreis Höxter
6. Kreis Lübbecke
7. Kreis Minden
8. Kreis Paderborn
9. Kreis Warburg
10. Kreis Wiedenbrück

## Regierungspräsidenten
- 1816–1825: Karl von der Horst
- 1825–1847: Karl Gottlieb Richter
- 1847–1853: Franz von Borries

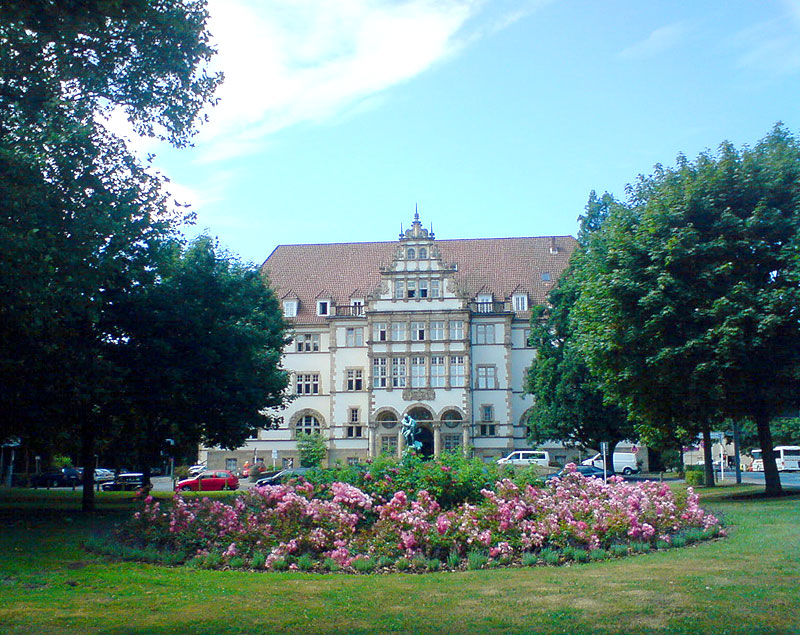
Die Neue Regierung Minden, genutzt wurde sie ab 1906 bis 1947. Der durchführende Architekt war Paul Kieschke

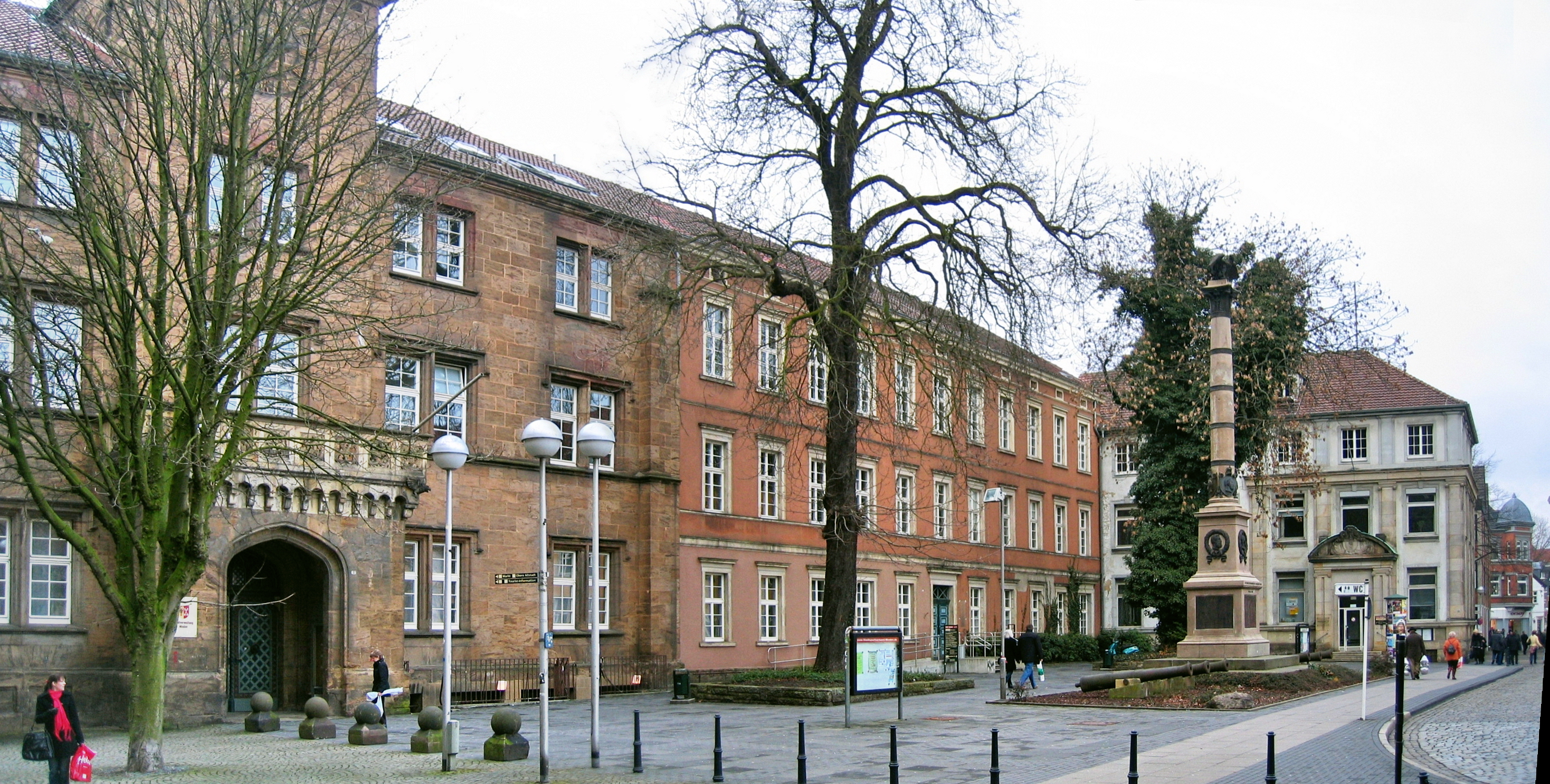
Die Alte Regierung Minden wurde von 1846 bis 1906 genutzt und dient heute als Stadthaus Minden

- 1853–1858: Friedrich Wilhelm Ernst Peters
- 1858–1866: Moritz von Bardeleben
- 1866–1867: Ferdinand von Nordenflycht
- 1867–1871: Ludwig von Bodelschwingh
- 1872–1881: Hermann von Eichhorn
- 1882–1894: Adolf von Pilgrim
- 1894–1897: Oskar von Arnstedt
- 1897–1899: Alexander von Bischoffshausen
- 1899–1903: Arthur Schreiber
- 1903–1909: Francis Kruse
- 1909–1917: Georg von Borries
- 1917–1920: Rudolf von Campe
- 1920–1933: Paul Hagemeister
- 1933–1943: Adolf von Oeynhausen
- 1943–1945: Günther von Stosch
- 1945–1947: Paul Zenz